# Egira pulchella
Egira pulchella là một loài bướm đêm trong họ Noctuidae.